# Mosquée nationale
La mosquée nationale désigne dans certains pays de culture musulmane le principal lieu de culte du pays.

## Liste de mosquées nationales
| Mosquée                                | Ville               | Pays                |
| -------------------------------------- | ------------------- | ------------------- |
| Masjid al-Haram                        | La Mecque           | Arabie saoudite     |
| Baitul Mukarram                        | Dhâkâ               | Bangladesh          |
| Mosquée Omar Ali Saifuddin             | Bandar Seri Begawan | Brunei Darussalam   |
| Mosquée al-Azhar                       | Le Caire            | Égypte              |
| Mosquée Cheikh Zayed                   | Abou Dabi           | Émirats arabes unis |
| Mosquée Istiqlal                       | Jakarta             | Indonésie           |
| Mosquée de l'imam Hussein              | Kerbala             | Irak                |
| Masjid Negara                          | Kuala Lumpur        | Malaisie            |
| Mosquée nationale d'Abuja              | Abuja               | Nigeria             |
| Mosquée Faisal                         | Islamabad           | Pakistan            |
| Mosquée Al-Aqsa                        | Jérusalem           | Israël / Palestine  |
| Grande mosquée des Omeyyades           | Damas               | Syrie               |
| Mosquée bleue (Sultanahmet Camii)      | Istanbul            | Turquie             |
| Mosquée de Gypjak (Turkmenbashi Camii) | Gypjak              | Turkménistan        |